# Armadillidium narentanum
Armadillidium narentanum is een pissebed uit de familie Armadillidiidae. De wetenschappelijke naam van de soort is voor het eerst geldig gepubliceerd in 1907 door Verhoeff.